# Тихоокеански талеихт
Тихоокеанските талеихти (Thaleichthys pacificus) са вид актиноптери от семейство Osmeridae.
Те са незастрашен вид.
Таксонът е описан за пръв път от Джон Ричардсън през 1836 година.